# Transportes Aéreos Mirleni
Transportes Aéreos Mirleni Dante Quinto Mirleni se dedicaba a la venta de repuestos de aviación en 1960. Al año siguiente obtiene la autorización para prestar servicios de carga no regulares a Miami con un Curtiss C-46 y en 1962 incorporó un Douglas DC-4 que había pertenecido a la aerolínea estadounidense Pan Am con el cual continuó con sus vuelos a Miami. En 1963 se le retiran los permisos por irregularidades en seguros, balances, detalles de vuelo y uso de aviones no habilitados.
1. ↑  «Transportes Aereos Mirleni history from Americas, Argentina». Airline History (en inglés británico). Consultado el 6 de mayo de 2023.
2. ↑  Potenze, Pablo Luciano (9 de diciembre de 2019). «100 años de transporte aéreo en la Argentina (II): Perón y después». Gaceta Aeronautica. Consultado el 6 de mayo de 2023.
3. ↑  «Transportes Aereos Mirleni | Airways.cz». www.airways.cz. Consultado el 6 de mayo de 2023.

- Datos: Q118207531